# Domus del chirurgo
La domus del chirurgo è un'abitazione romana della seconda metà del II secolo, scoperta nel 1989 a Rimini in piazza Luigi Ferrari, e aperta al pubblico il 7 dicembre 2007; qui sono stati rinvenuti mosaici, affreschi e reperti, tra cui una delle serie più complete di strumenti chirurgici di età romana, conservate al Museo della città di Rimini. Il sito archeologico della domus del chirurgo mette in luce anche successive stratigrafie archeologiche, comprendendo delle mura di età imperiale, un'abitazione palaziale e parte di una casa bizantina altomedievale.

## Sito archeologico
Il sito archeologico rappresenta una sintesi storica delle vicende edilizie della città a partire dal I secolo a.C. fino all'età moderna: gli elementi di maggiore interesse sono identificabili in quattro settori: il comparto della domus del chirurgo, le mura di età imperiale, l'abitazione palaziale risalente in un periodo compreso tra la tarda romanità e l'età gota, e infine la parte di una casa bizantina altomedievale. A seguito del restauro, il complesso archeologico è stato musealizzato in sito per le parti non trasferibili e all'interno del Museo di Rimini per i reperti archeologici rinvenuti.

## La scoperta
Nella primavera del 1989, durante lo sradicamento di un albero nell'ambito della sistemazione dei giardini di piazza Ferrari, si scoprirono dei frammenti di affresco intrappolati nelle radici dell'albero, uno dei mosaici e ruderi di età romana. Al ritrovamento seguì l'intervento della Soprintendenza Archeologica e del Museo della città di Rimini; dopo i primi accertamenti fu eseguito un sondaggio che mise alla luce delle strutture murarie, una porzione di mosaico e dei manufatti in bronzo, il che diede inizio all'indagine sistematica dell'area.
Le campagne di scavo hanno esplorato un'area di 700 m², il cui sottosuolo ha rivelato i primi mosaici a circa 2,5 m di profondità dal piano di campagna, oltre che stratificazioni e varie strutture databili a partire dall'età tardorepubblicana.
L'attuale struttura museale in sito fu aperta nel dicembre del 2007 e consente al pubblico di vedere i ritrovamenti camminando su piattaforme sospese trasparenti.

## Ladomusdel chirurgo
Il nome con cui è noto il sito archeologico "domus del chirurgo", si deve al corredo chirurgico rinvenuto: da una mensola originariamente posta sulla parete era caduta una scatola di bronzo, da cui si era rovesciato un gruppo di strumenti in ferro e bronzo utilizzati dal medico per i suoi interventi, pinze, bisturi, scalpelli, sonde e altri attrezzi, nonché bilance e misurini di bronzo; e ancora vasetti in terracotta, e un gruppo di vetri ormai irriconoscibili, pertinenti a fiale e ad altri contenitori di uso farmaceutico.
La domus era collocata nei pressi del bacino portuale della foce del fiume Marecchia, prima che il suo percorso fosse deviato verso nord e prima che la linea di costa si spostasse di 1,5 km verso il mare.
La domus nel suo complesso aveva un perimetro trapezoidale, che misurava circa 30 m in larghezza con un massimo di 21 m in profondità, con una superficie di 450 m², metà dei quali scoperti; in realtà l'edificio comprendeva anche il corpo residenziale anteriore, che era il componente primario, arrivando così a ricoprire un'area superiore a 1000 m².
Della domus sono visibili in planimetria le varie stanze:
- il vestibolo, cioè l'ingresso, che si affacciava su un cardine romano minore (l'attuale Corso Giovanni XXIII);[15]
- la prima stanza usata come prolungamento dell'ingresso, che attraverso una porta faceva accedere al cortile e probabilmente al piano superiore;[16]
- il cortile-giardino, in cui sono stati ritrovati il piede della statua di Ermarco e un bacile marmoreo;[17]
- il corridoio, che metteva in collegamento la prima stanza con le restanti e dava sul cortile;[17]
- il triclinio, ambiente dedicato ai pasti, caratterizzato dalla presenza di tre letti disposti intorno a una mensa centrale;[18]
- la taberna medica composta da:
  - il cubicolo, posizionato successivamente al triclinio, ambiente provvisto di un letto dedicato al ricovero dei pazienti, dotato di una finestra che si affacciava sul corridoio e di una porta che collegava alla stanza di Orfeo;[19]
  - la stanza di Orfeo, in cui è stata rinvenuta la collezione di strumenti medici, tra cui anche quelli chirurgici;[20]
  - una sala di ricevimento;[14]
- i locali di servizio, tra cui una latrina con caditoia di scarico, un sudatorium o laconicum con riscaldamento pavimentale a ipocausto, su suspensure e un sistema di riscaldamento parietale a tubuli.[14]

Sezioni della domus del chirurgo
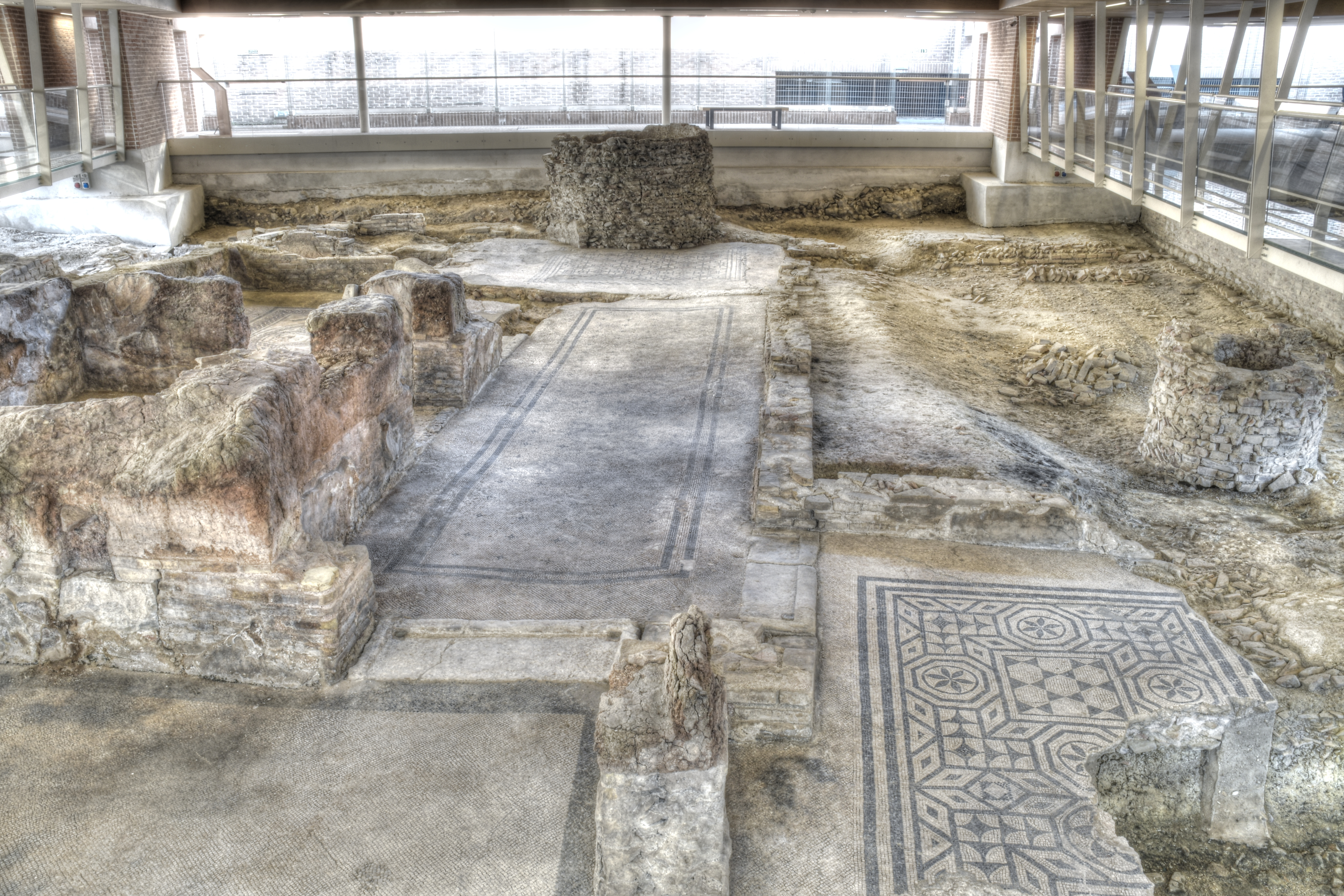
Vista sul pavimento del triclinio (in basso a sinistra), del corridoio (al centro), della prima stanza, prolungamento dell'ingresso (in basso a destra) e del giardino-cortile (in alto a destra).
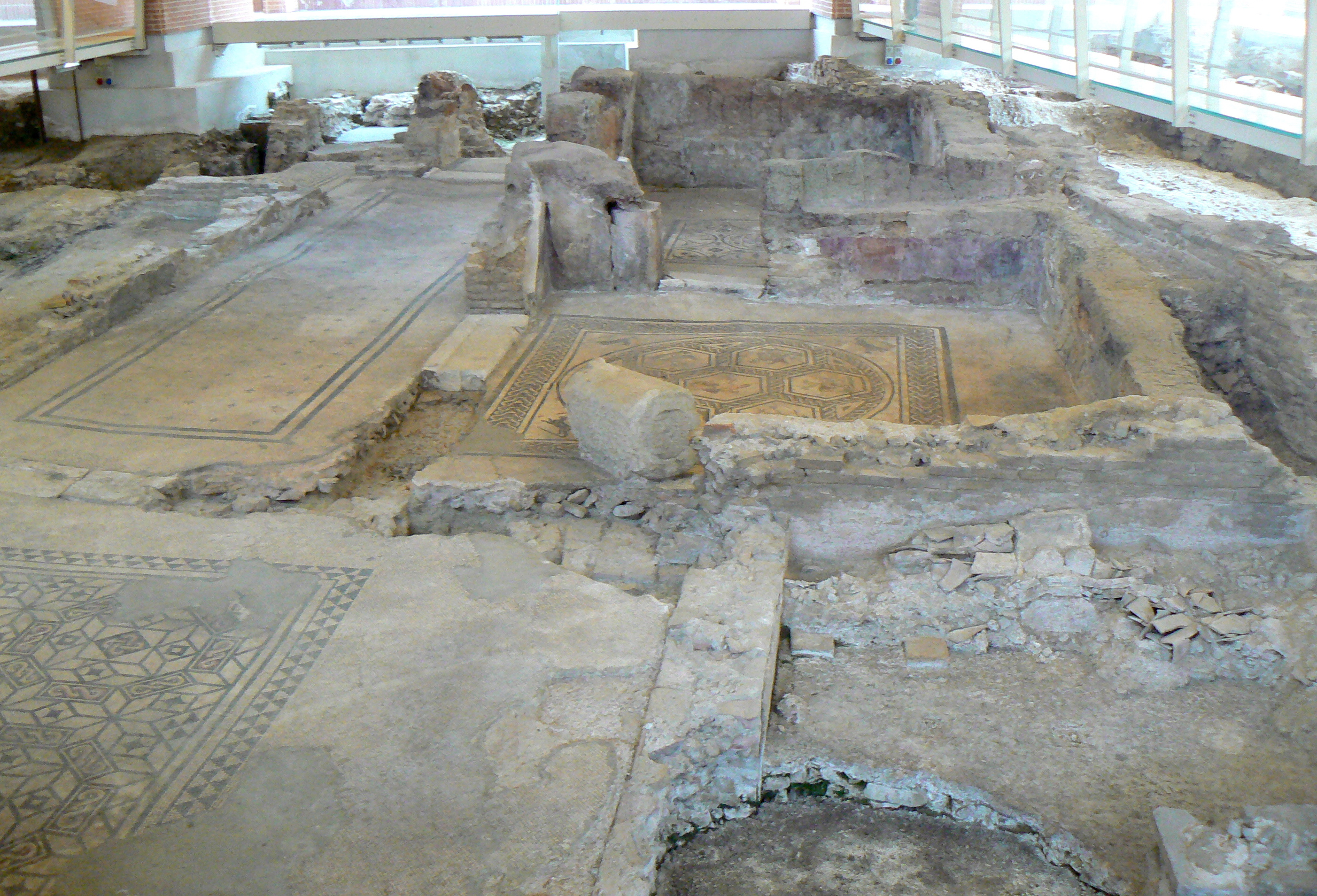
Vista sul pavimento del soggiorno (in basso a sinistra), del corridoio (in alto a sinistra), del calidarium (in basso a destra), della stanza di Orfeo (in mezzo al centro).
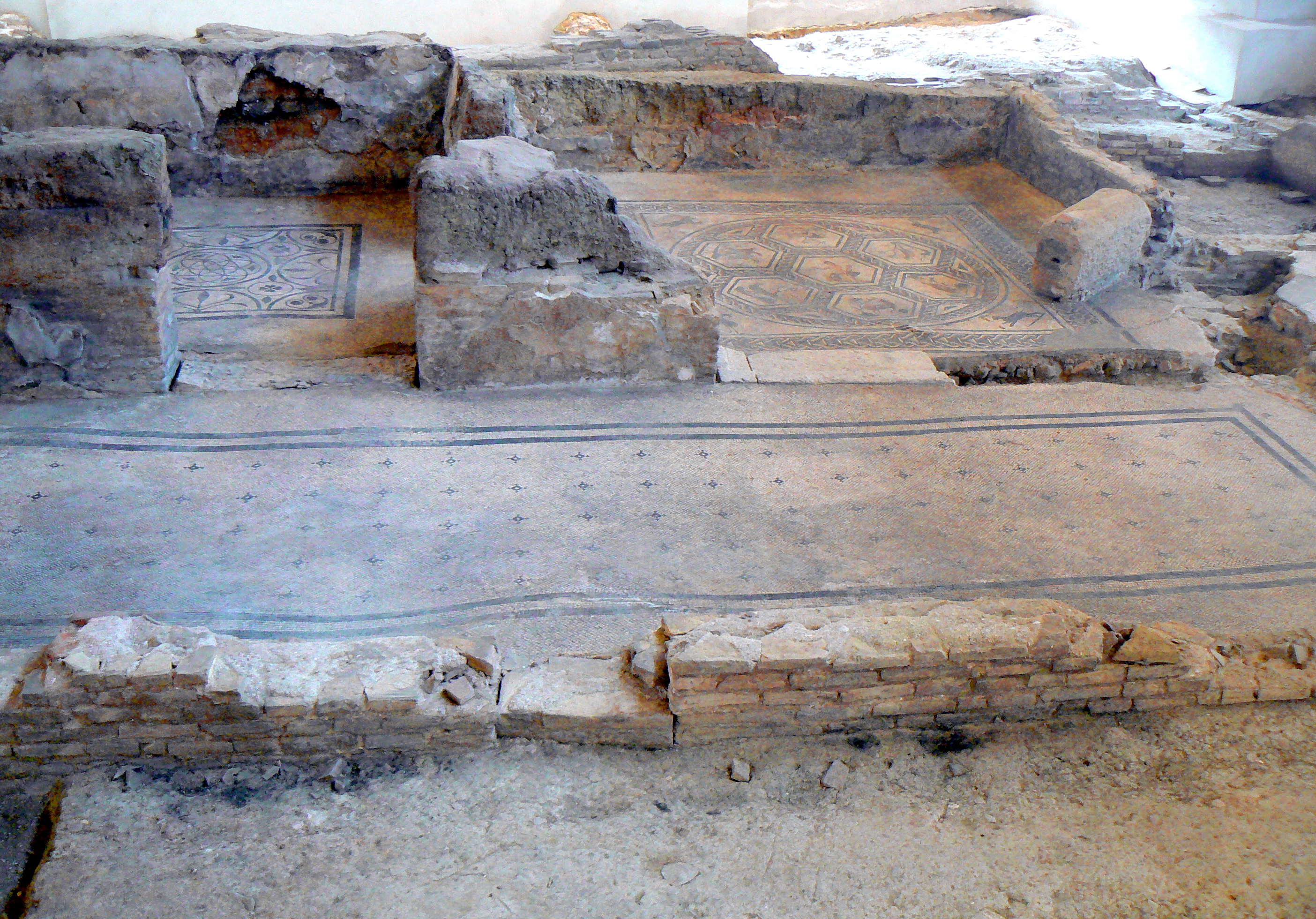
Vista sul pavimento del corridoio (in mezzo al centro), della stanza di Orfeo (in alto al centro) e del cubicolo (in alto a sinistra).

Il piano superiore, ora non più esistente in quanto crollato con l'incendio, conteneva altre stanze residenziali affrescate e mosaicate, probabilmente una dispensa sopra al triclinio e una mensa con cucina.
La domus fu ristrutturata nella seconda metà del II secolo, come è testimoniato dalla zona del peristilio, al fine di ricavare nuove aree abitative; successivamente fu abbandonata a causa di un repentino incendio che la distrusse completamente, testimoniato dal fatto che non siano stati messi in salvo una cassetta lignea contenente 89 monete romane e gli strumenti chirurgici ritrovati tra le macerie, oltre al fatto che questi ultimi mostrino segni di fusione dovuta al calore. La datazione dell'incendio è stata fatta sulla base delle monete ritrovate, le più tarde risalenti agli anni 257 e 258.

## Il chirurgo
Si suppone che il nome del medico fosse Eutyches sulla base del graffito, tracciato con uno stile di scrittura del III secolo, presente sull'intonaco decorativo del muro del cubicolo nel posto dove era appoggiato il letto, probabilmente inciso da un paziente per ringraziarlo delle cure:
[ho]mo bonus
[hic h]abitat
uomo buono
abita qui

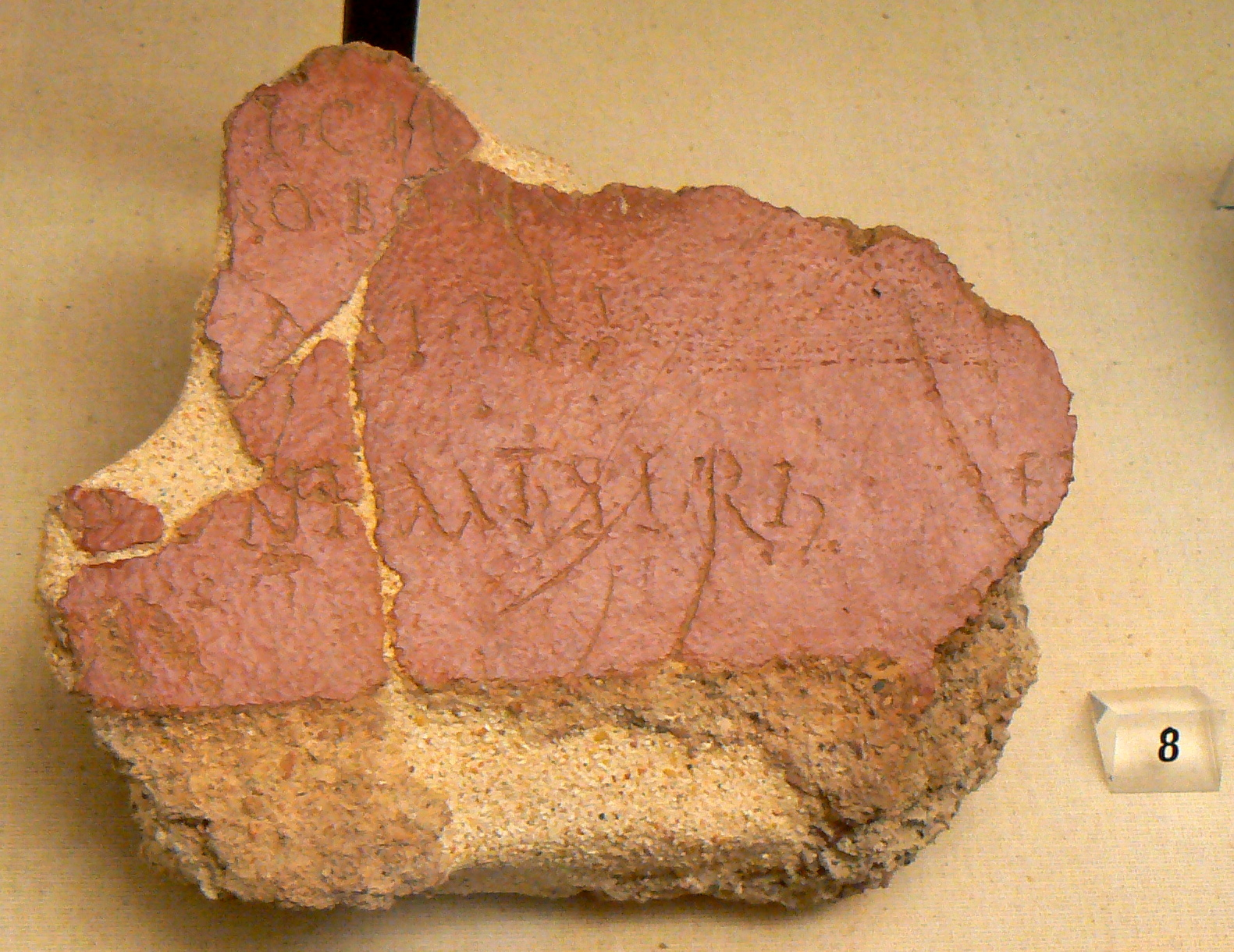
graffito presente sull'intonaco decorativo del muro del cubicolo

(graffito originale con interpretazione delle parti mancanti tra parentesi quadre)

Dai ritrovamenti, dai mosaici, dalle decorazioni e dalle numerose scritte in greco ritrovate sul vasellame, si ipotizza che Eutyches fosse proveniente dal mondo greco-orientale, dove probabilmente ha anche studiato, essendo presenti le più grandi scuole di medicina del tempo. A supportare l'origine ellenica di Eutyches ci sono alcuni oggetti che teneva in casa tra cui:

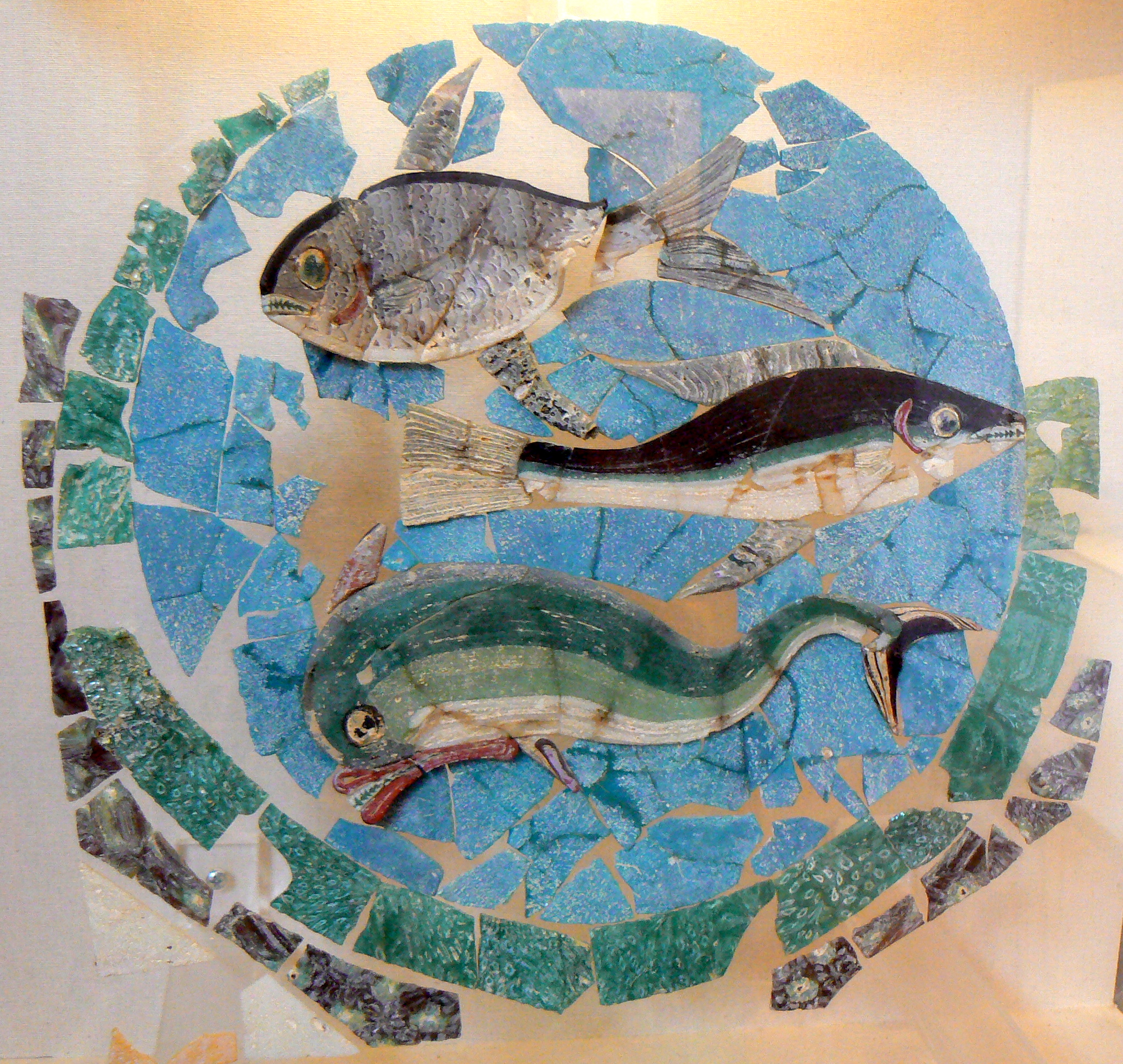
Pinax in pasta vitrea raffigurante un'orata, uno sgombro e un delfino, originariamente appeso ad una parete del triclinio, prodotto con tecnica del vetro-mosaico, dell'intarsio e dell'opus sectile.

- un pinax, un quadretto policromo in pasta di vetro con rappresentati tre creature marine, difficilmente reperibile sul mercato occidentale, di cui si ha un esemplare simile a Corinto;[25]
- due vasetti che contenevano erbe medicinali, i cui nomi sono incisi in greco sugli stessi;[25]
- un piede della statua di Ermarco, filosofo successore di Epicuro, ritrovata nel giardino della domus;[25]
- una mano votiva in bronzo associata al culto di Giove Dolicheno, divinità di origine siriana settentrionale venerata dai soldati romani dal II secolo.[27]

Inoltre, lo strumentario chirurgico ritrovato suggerisce la specializzazione militare del medico, essendo principalmente rivolto alla cura di traumi e ferite, come il ciatisco di Diocle (un cucchiaio per l'estrazione di punte di freccia), e esclusivamente degli uomini, non delle donne, in quanto mancano strumenti da ostetricia.

## Reperti archeologici
All'interno della domus sono stati ritrovati centinaia di reperti, ora conservati nella sezione archeologica del Museo della città di Rimini: ferri chirurgici, vasellame da cucina, monete, una consistente serie di decorazioni e mosaici.
Gli strumenti chirurgici ritrovati a Rimini rappresentano a oggi la più ricca collezione chirurgica antica del mondo, per varietà e numero degli oggetti: circa 150 pezzi utilizzati per intervenire su ferite e traumi ossei, più una serie di vasetti utilizzati per la preparazione e la conservazione dei medicinali. Nel corredo chirurgico spiccano vari bisturi, sonde, pinzette, tenaglie odontoiatriche, leve ortopediche, un trapano a bracci mobili e diversi ferri utilizzati per esportare calcoli urinari. La tipologia dei ferri chirurgici indica che il chirurgo riminese era un medico militare.
Uno dei ritrovamenti più importanti è il cucchiaio di Diocle, pezzo unico al mondo, che serviva per estrarre le punte di freccia conficcate nel corpo: un manico di ferro termina con una lamina a forma di cucchiaio, forata al centro, in modo da bloccare ed estrarre la freccia. Era utilizzato dai medici che operavano sul campo di battaglia.
Nel triclinio è stato invece ritrovato il pannello di pasta di vetro con raffigurati i tre animali marini.
In mezzo alle macerie del crollo del secondo piano, sopra lo studio medico, sono state trovate 89 monete romane in una cassetta lignea, quasi tutte d'argento.

## Mosaici e affreschi
Gli scavi archeologici hanno riportato alla luce molti mosaici ancora intatti e affreschi policromi. Tra i mosaici spicca Orfeo tra gli animali, ritrovato nella taberna medica, che vede al centro Orfeo circondato da animali in ascolto. I mosaici furono realizzati prevalentemente con la tecnica dell'opus tessellatum e dell'opus reticulatum.

Mosaici della domus del chirurgo
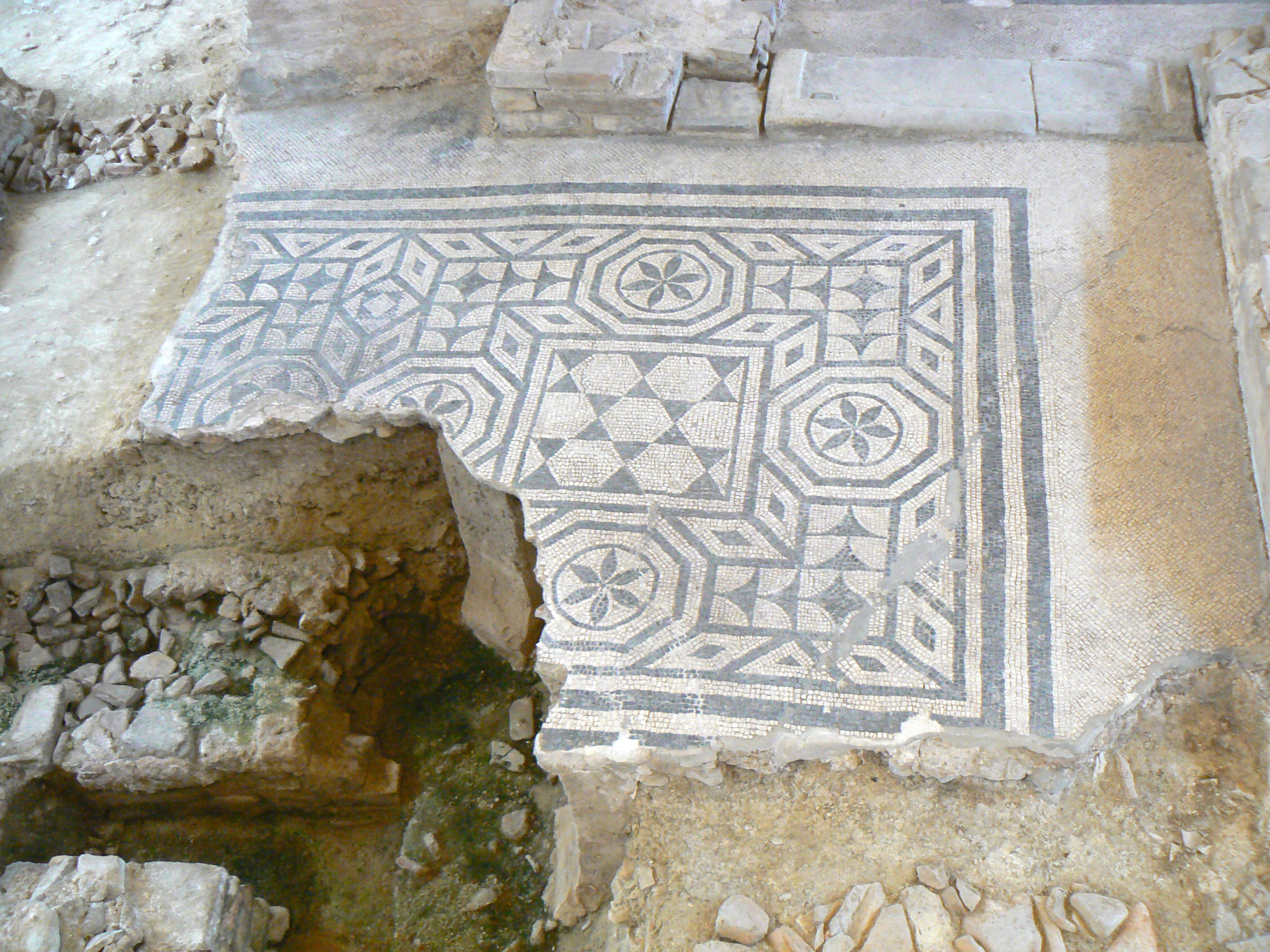
Mosaico pavimentale presente nella prima stanza (prolungamento dell'ingresso); è bianco e nero e presenta decorazioni geometriche. Parte della pavimentazione è andata rovinata dalla costruzione successiva di una abitazione palaziale.
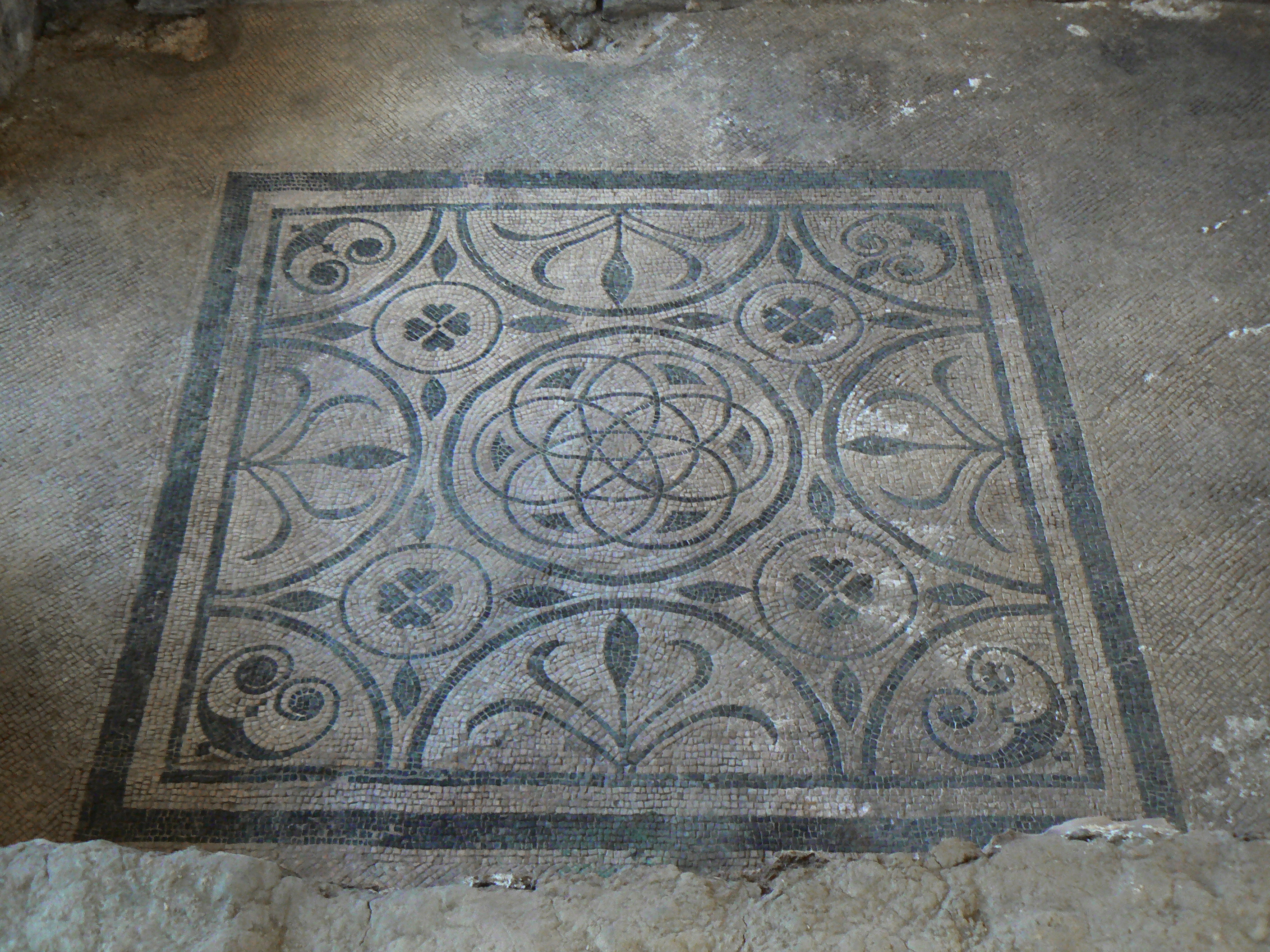
Mosaico pavimentale presente nel cubicolo, con fascia bianca prevista per dare spazio al letto.
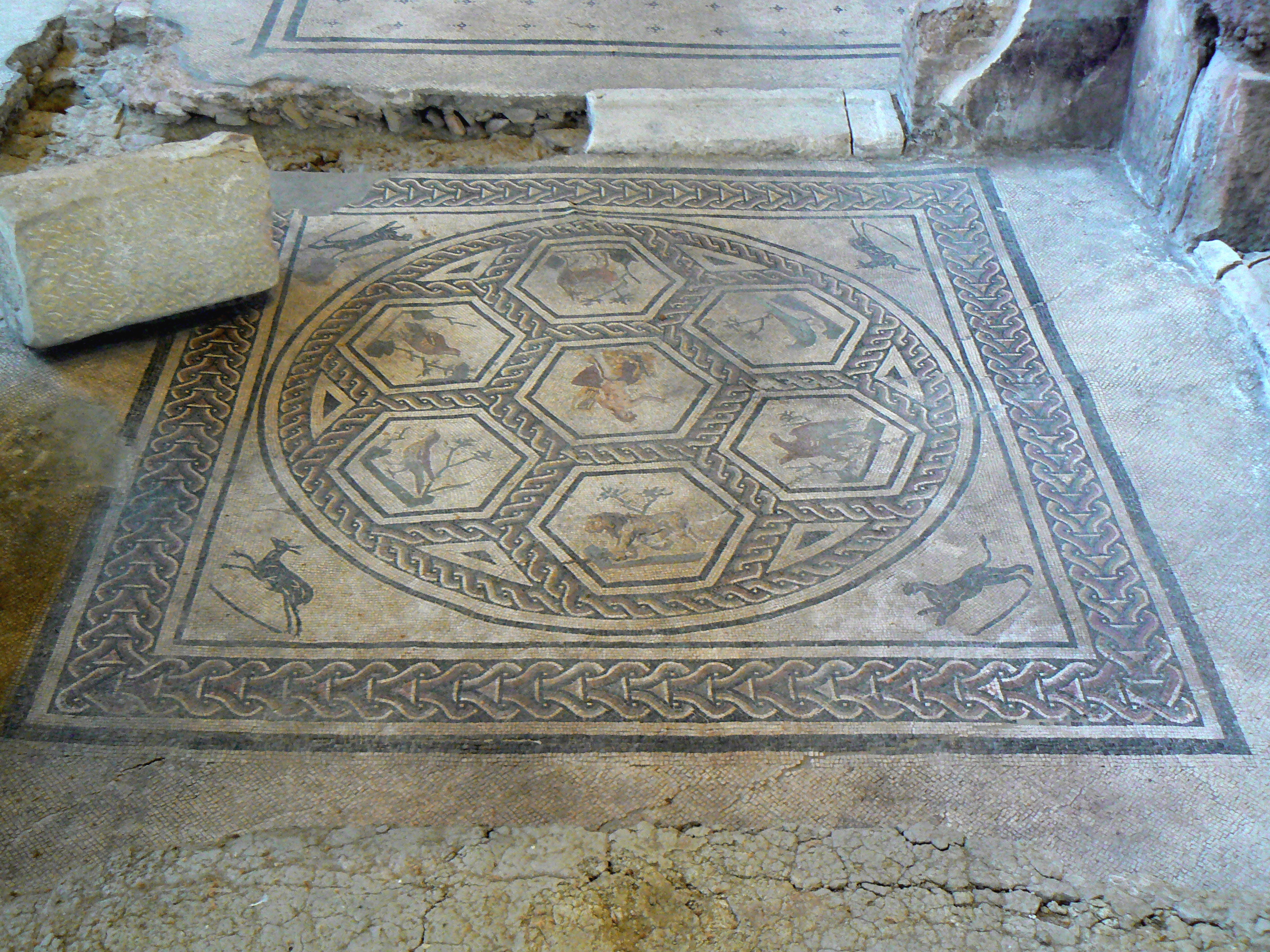
Mosaico della taberna medica con rappresentato Orfeo al centro e sei animali intorno (un leone, un fagiano, un pappagallo, una pernice, un daino e un'aquila) e ai quattro angoli sono presenti una coppia di pantere e una di cerbiatti. La scena richiama il mito di Orfeo che incanta gli animali con la musica della lira.
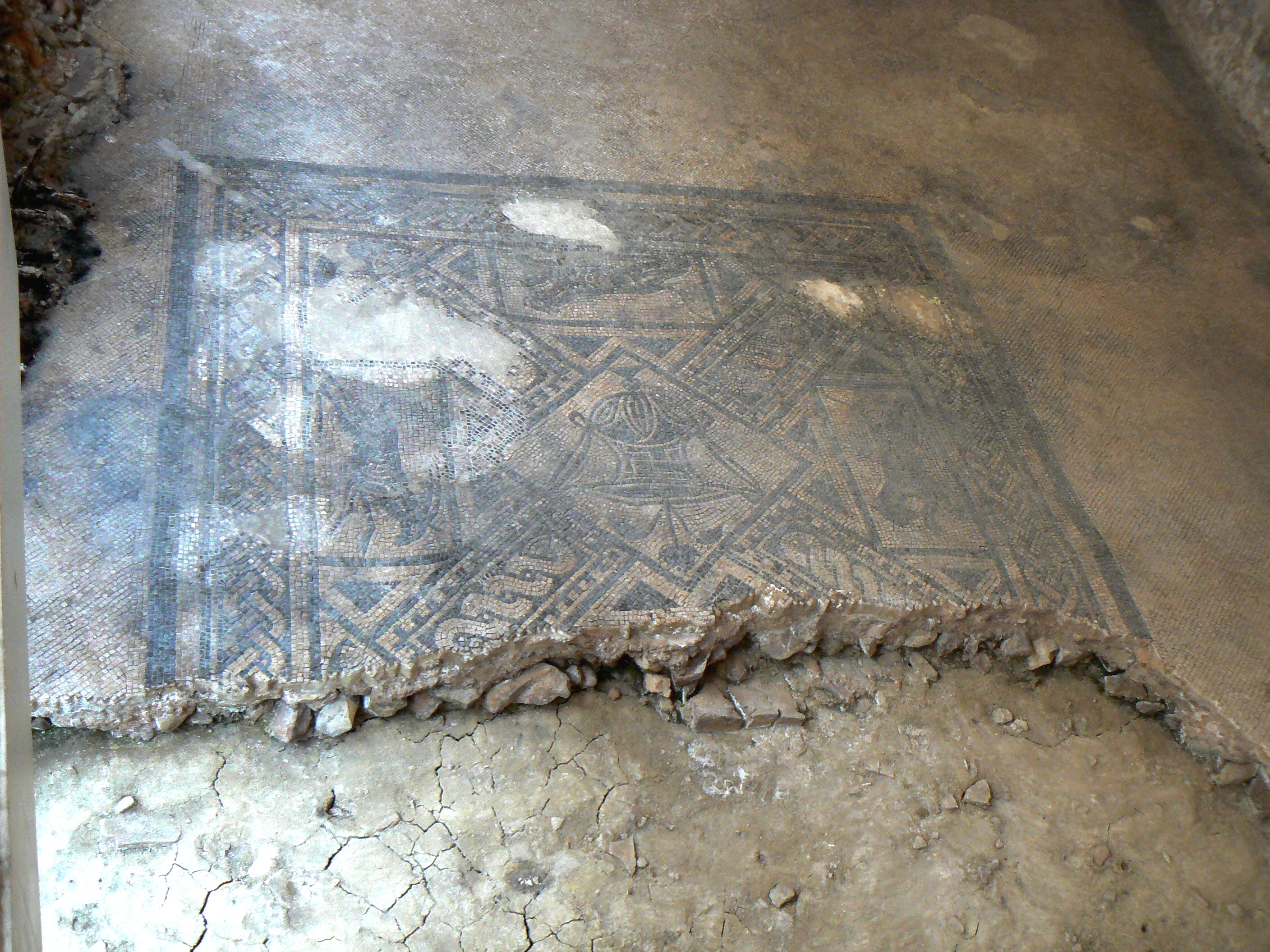
Mosaico presente nel triclinio, con al centro raffigurato un kantharos (recipiente usato per versare liquidi); nei pannelli laterali sono rappresentate una coppia di pantere e un'antilope; il mosaico ha tre fasce bianche lungo i lati, che indicano la presenza dei tre letti per i banchetti.
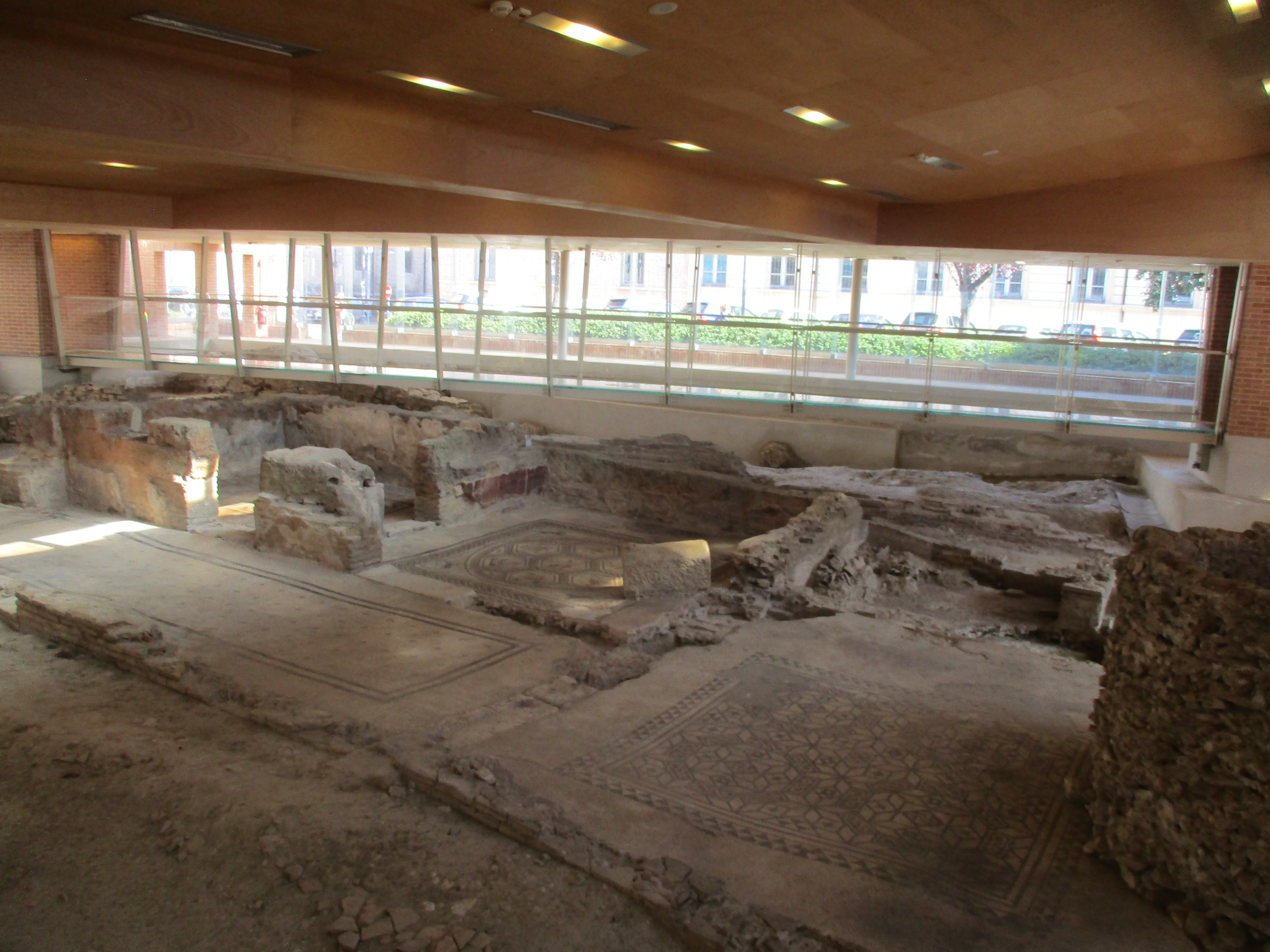
Mosaico del soggiorno visibile a destra nell'immagine, considerato tra i più belli ritrovati nella domus per l'accuratezza formale ed esecutiva; presenta motivi geometrici di stelle, trecce e nodi di Salomone policromi.